# Le Humbug
Le Humbug est une nouvelle de Jules Verne, écrite sans doute au retour de son voyage en Amérique, vers 1870. Le texte ne fut pas édité du vivant de Verne, mais fut repris dans le recueil que Michel Verne publia par les soins de Louis-Jules Hetzel, Hier et demain en 1910. Celui-ci affadit un peu le style de son père. Le véritable texte de Jules Verne parut en 1985, dans le Bulletin de la Société Jules Verne no 76.

## Synopsis
À bord du Kentucky entre New York et Albany, le narrateur, qui voyage en compagnie de Mrs Melvil, fait la connaissance d'un gros négociant du nom de Meade Augustus Hopkins. Celui-ci a installé à bord du navire deux énormes caisses au contenu mystérieux. Ce n'est pas la première fois, selon les dires du capitaine, que ces curieux voyages s'effectuent. En effet, Hopkins n'est autre qu'un entrepreneur venu fonder une sorte de Crystal Palace aux environs d'Albany. Mais, durant les travaux de fondation, une étonnante découverte est faite : le squelette gigantesque d'un être disparu depuis des milliers d'années...

## Personnages
- Le narrateur[4].
- Edouard Vaillant[5], son vieil ami, qui doit rester quelques jours à New York, pour « raison de famille ».
- Francis Wilson, commerçant d'Albany et consul français.
- Mistress Melvil, époux d'Henry Melvil, son « premier commis ».
- Arsinoé, servante noire de Mistress Melvil.
- Meade Augustus Hopkins, « grand génie spéculateur ».
- Bobby, serviteur noir d'Hopkins.
- Dacopa, serviteur noir d'Hopkins.
- Le capitaine du Kentucky.
- Madame Sontag, cantatrice[6].
- John Turner, chapelier.
- Barckley, boucher de New York.
- Van Cornut, espèce de naturaliste, qui faisait de la science, comme ses compatriotes font du commerce.

## Éditions
Éditions du texte de Jules Verne.
- Bulletin de la Société Jules-Verne no 76, 1985.
- Jules Verne. Maître Zacharius et autres récits. José Corti. 2000.